# Bruderulle
Bruderuller var nogle "manualer", som i det fjerne Østen blev brugt på bryllupsnatten for nygifte. Rullen bestod af gode råd og vejledninger, og der blev set til at brudeparret fik rullen med i seng.
- Side6 om bruderuller Arkiveret 27. september 2007 hos  Wayback Machine

| Sex | Spire Denne artikel om sex eller sexologi er en spire som bør udbygges. Du er velkommen til at hjælpe Wikipedia ved at udvide den. |

| Sprog | Spire Denne artikel om sprog er en spire som bør udbygges. Du er velkommen til at hjælpe Wikipedia ved at udvide den. |